# レイテ島
レイテ島（レイテとう、Leyte）は、フィリピン中部、ビサヤ諸島の東ビサヤ地方に位置する島。人口は約190万人、面積は7,214km2。

## 地理
南北180km、東西は広いところで65kmと南北に細長い島である。レイテ島は、レイテ湾に面した一帯が農業に適した平地である。一方で中央部は山岳地帯となっており、熱帯性の気候と相まって密林となっている。
東側は、サマール島・レイテ島・ディナガット島で囲まれたレイテ湾がフィリピン海（太平洋）から入り込んでいる。
南のミンダナオ島とはスリガオ海峡で隔てられている。
西にはオルモック湾があり、カモテス海を挟んでセブ島が、カニガオ海峡を挟んでボホール島がある。
北にはカリガラ湾が切れ込み、サマール海にはビリラン海峡を挟んでビリラン島（ビリラン州）がある。レイテ島北海岸のサマール島・ビリラン島・マスバテ島・ルソン島などに囲まれた海域はサマール海である。

## 産業
おもな産業は林業、稲作、平地でのサトウキビや山地でのココナツなどのプランテーションによる農業、漁業。タクロバンは材木積出港として有名。島の西海岸のオルモック（Ormoc）の街には、オルモック湾に面した地熱発電所がある。

## 行政区分

### 州
島の大半を占めるレイテ州と南部4分の1を占める南レイテ州に属する。

### 主要都市
島内最大の都市は、レイテ湾に面し、レイテ州州都でもある東海岸のタクロバン（Tacloban）。南レイテ州の州都マーシン（Maasin）がある。

## 歴史

### 古代
レイテ島周辺はスペイン人来航以前からマレー人系の民族、ビサヤ人が住み、中国や東南アジアなどとの交易を行っていた。

### イスラムの到来
14世紀後半、イスラム教を受け入れ、領主（ダトゥ、またはラジャ）を戴く多くの共同体を作っていたが、統一した国家を形成するには至らなかった。

### スペイン植民地時代
レイテには16世紀多くのスペイン船団が訪れ、やがてスペインによる侵略・弾圧支配が始まった。レイテ島の南沖にあるリマサワ島は、1521年にフェルディナンド・マゼランによるフィリピン諸島最初のキリスト教ミサが行われた場所という言い伝えがある。1543年にはルイ・ロペス・デ・ビリャロボスがサマール島などを巡った後レイテ島に来航し、スペイン人の統治者らはこれらの諸島を母国のフェリペ皇太子（フェリペ2世）をたたえてフェリピナス諸島と名づけ、フィリピンの名の由来となった。

### 太平洋戦争の戦地
レイテ湾とその周辺海域は、太平洋戦争中に世界海戦史上最大の激戦となったレイテ沖海戦の舞台として有名である。またダグラス・マッカーサー率いるアメリカ軍部隊は1944年10月20日レイテ湾に上陸、ここからフィリピン奪回の第一歩を記した。（なお23日にダグラス・マッカーサーがセルヒオ・オスメニャとともに上陸。）その後フィリピンにおける決戦・レイテ島の戦いが全島を戦場として起こったが、日本軍は物資補給・兵員補給の輸送船が途中で沈められ、補給を断たれた8万人以上の兵士が戦死や病死・餓死でほぼ全滅するという惨敗を喫した。生き残った兵士はセブ島などへ個々に脱出したが、生還率はわずか3%ともいわれる。また数多くの島民が日本軍とのゲリラ戦に参加したほか、戦闘の巻き添えで一般人も犠牲となった。この凄惨な戦いは大岡昇平のレイテ戦記ほか戦記小説に詳しい。島内には、マッカーサーのフィリピン帰還・上陸を記念したモニュメントが上陸地点のパロ海岸にあるほか、日本軍兵士の慰霊碑が各所にある。

### 災害

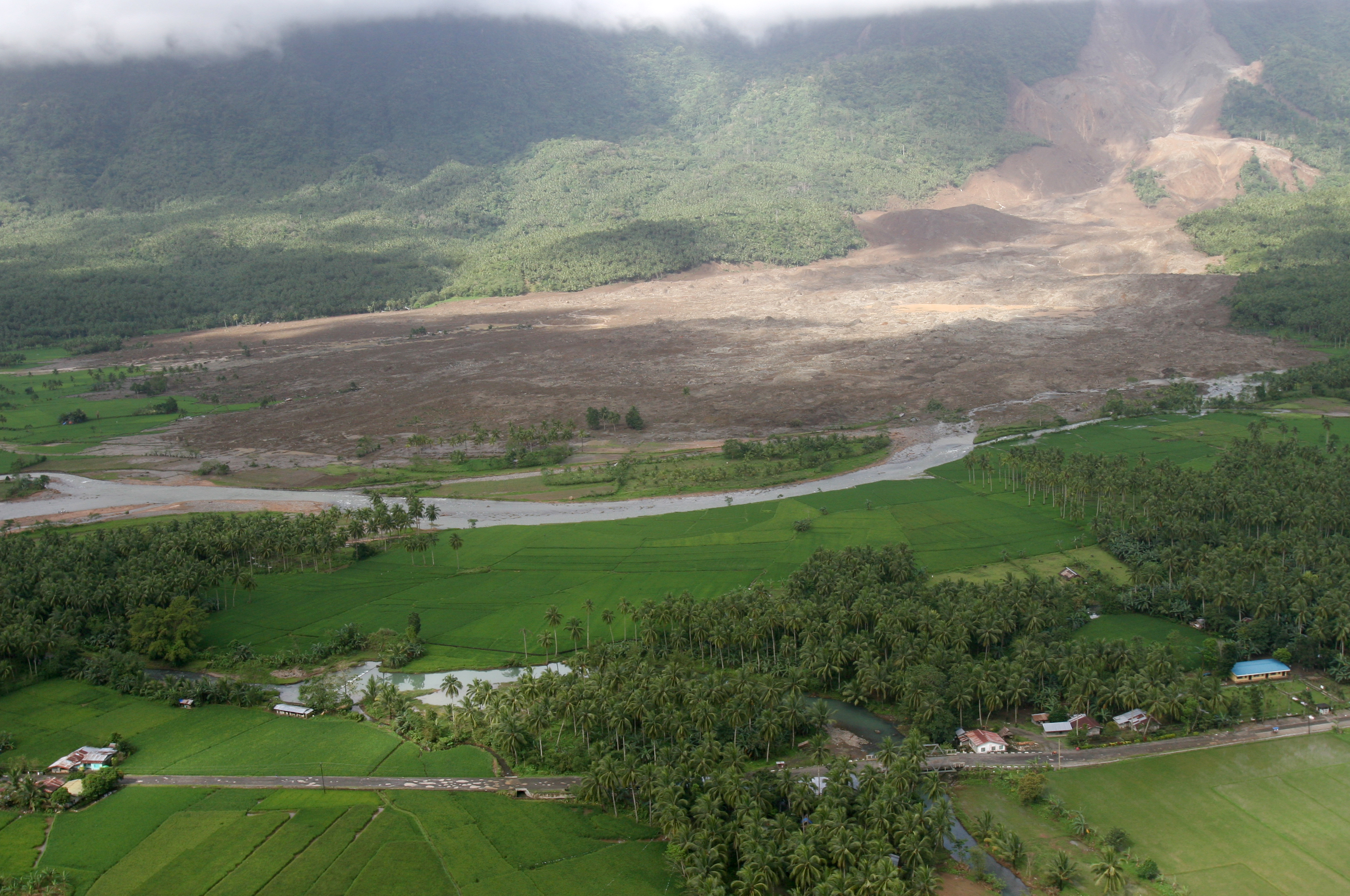
2006年2月の土砂災害現場、一つの集落が飲み込まれた

- 1991年11月5日 - レイテ島北部オルモック周辺で、台風25号によって土砂災害が発生。
- 2006年2月16日 - 南レイテ州で大規模な地すべりが発生（2006年レイテ島土砂災害）。詳しくは、南レイテ州を参照。

こうした土砂災害の頻発には大雨のほか、丘陵地帯がほとんどプランテーションとなっており保水力がほとんどないこと、および残っている山林の過剰伐採・違法伐採も原因として疑われている。
- 2013年11月8日 - レイテ島を強い台風30号（アジア名 Haiyan）（中心気圧895ヘクトパスカル、最大瞬間風速90メートル[1]）が直撃。レイテ島の中心都市タクロバン市周辺は暴風雨と高潮に見舞われ、住宅や建物が次々と濁流にさらわれ、水死や倒壊した建物による圧死で犠牲者が1万人を超えた[2]。

## 住民

### 言語
英語のほか、北部と東部ではサマール島などでも使われるフィリピンの主要言語の一つ・ワライワライ語（ワライ語）が、西部と南部ではセブ島などで使われるセブアノ語が使用されている。

### 有名な出身者
タクロバンはイメルダ・マルコス元大統領夫人の出身地として有名。

## 交通

### 空路
- en:Daniel Z. Romualdez Airport（タクロバン）

### フェリー
レイテ島からは、島々（セブ島、ミンダナオ島等）へのフェリーが縦横に運航され、海上交通網の重要な結節点である。
- リロアン（英語版）（南レイテ州） - スリガオ（ミンダナオ島北スリガオ州）間

### 陸路
レイテ島の北から東にかけて隣接するサマール島とは狭いところで幅2kmほどのサン・ファニーコ海峡で隔てられているが、ここを日本からの融資で建設されたフィリピン最長の橋梁サン・ファニーコ橋が結んでいる。
- サン・ファニーコ橋・・・サンタ・リタ（英語版）（サマール島サマル州） - タクロバン（レイテ島レイテ州）間